# 메리 위도우

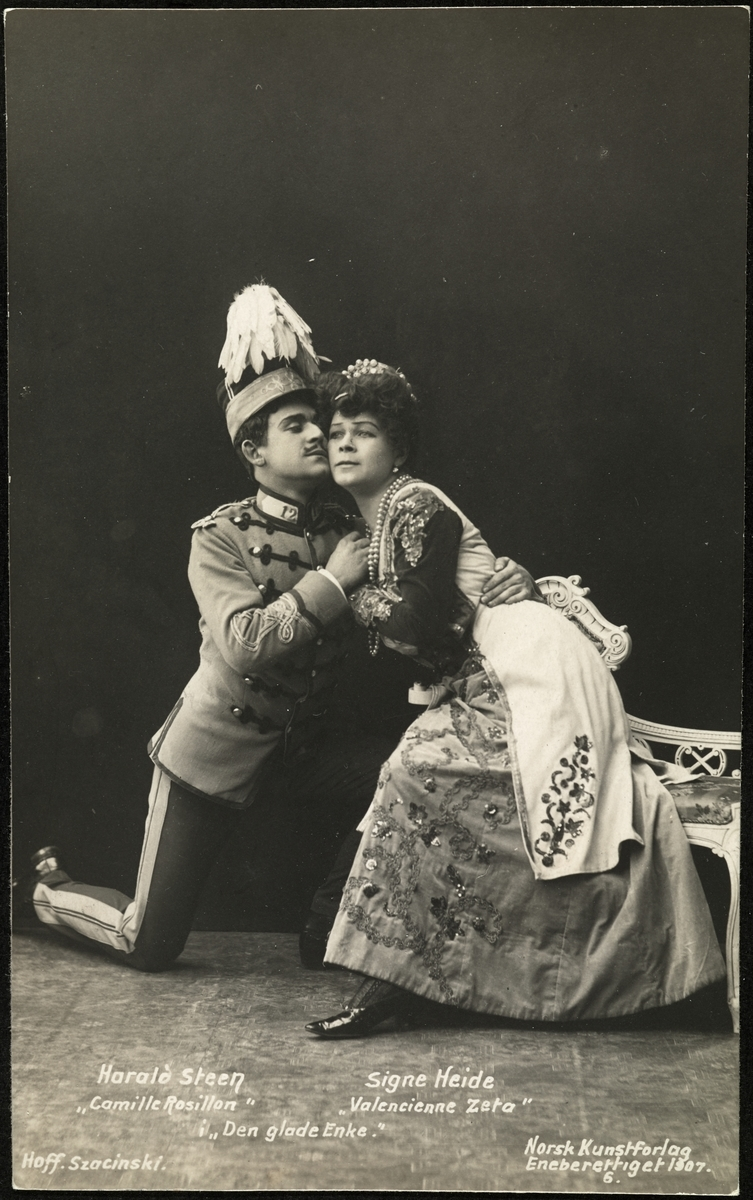

메리 위도우(The Merry Widow, 독일어: Die lustige Witwe)는 오스트리아-헝가리 제국의 작곡가 프란츠 레하르의 오페레타이다.
이 오페레타는 빈에서 1905년 초연을 한 이래로 국제적은 성공을 맛보았으며 계속해서 개정해나가고 있다. 영화와 다른 각색 작품들도 만들어졌다. "Vilja Song", "Da geh' ich zu Maxim", "Merry Widow Waltz" 등의 음악이 잘 알려져 있다.